# Rahimabad
Rahimabad (em persa: رحيم اباد, também romanizada como Raḩīmābād) é uma aldeia do distrito rural de Bahman, no condado de Abadeh, na província de Fars, Irã.
No censo de 2006, sua existência foi registrada, mas sua população não foi contada.